# هوپ هیکس
هوپ هیکس (انگلیسی: Hope Hicks؛ زادهٔ ۲۱ اکتبر ۱۹۸۸) قدیمی‌ترین دستیار سیاسی رئیس‌جمهور دونالد ترامپ و مدیر ارتباطات استراتژیک کاخ سفید است. او پیشتر به عنوان دبیر مطبوعاتی و اداره کننده ارتباطات دونالد ترامپ در کمپین ریاست جمهوری او، و نیز دبیر مطبوعاتی ملی تیم انتقالی ریاست جمهوری وی فعالیت می‌کرد. در ژانویه ۲۰۱۷ هیکس در فهرست ۳۰ نفر زیر ۳۰ سال فوربز قرار گرفت. او از ۹ مارس ۲۰۲۰ تا ۱۲ ژانویه ۲۰۲۱ مشاور دونالد ترامپ بود.

## مدیر دائمی ارتباطات کاخ سفید
پرزیدنت ترامپ روز ۱۳ سپتامبر طی حکمی هوپ هیکس کفیل ارتباطات کاخ سفید را به سمت مدیر دائمی این واحد کاخ سفید منصوب کرد.
پیش از این در پی برکناری انتونی اسکاراموچی از مدیریت ارتباطات کاخ سفید در اوت ۲۰۱۷ یک مقام کاخ سفید گفت هوپ هیکس ۲۸ ساله با حفظ سمت مشاور ارشد ارتباطات ریاست جمهوری، به عنوان مدیر موقت ارتباطات کاخ سفید انتخاب شده‌است.
وی در ۱ اکتبر ۲۰۲۰ به بیماری کووید ۱۹ مبتلا شد. پس از وی تست کووید ۱۹ رئیس‌جمهور دونالد ترامپ و همسرش ملانیا ترامپ نیز مثبت اعلام شده و بلافاصله وارد قرنطینه شدند.